# Capilla del Rosario (Mendoza)
Capilla del Rosario es una localidad de la provincia de Mendoza de la República Argentina, ubicada en el departamento Guaymallén. Limita al norte con Buena Nueva, Buenos Vecinos, callejón Lillo, Milagros y Ferraris, al este con canal Chachingo, al sur calle Godoy Cruz, y Paladín, y al oeste con el ferrocarril General Belgrano. Tiene 3,42 km²

## Población
Con 16,167 habitantes (Indec, 2001), forma parte del componente Guaymallén del área metropolitana del Gran Mendoza. dan por resultado una densidad poblacional de 4727 hab/km².

## Cultura
Cuenta con cinco escuelas, un destacamento policial, una estación de bomberos voluntarios, y un centro de salud. El distrito de Capilla del Rosario está ubicado en el centro del departamento y su actividad principal es la residencia y el comercio es minorista. Sus calles primarias son: Ferrari, Paladini, Godoy Cruz, y Buenas Nueva. La secundaria es calle Higueritas.

## Historia
La historia del Distrito: su nombre proviene de la histórica Capilla del Rosario que se encuentra en la calle del mismo nombre, la que nace en calle Tomás Godoy Cruz, extendiéndose de norte a sur hasta calle Los Guindos.
Esta capilla la hizo construir alrededor del año 1830, el Presbítero Gabriel Bejarano. Este sacerdote oriundo de Bolivia, estudió en Mendoza y Córdoba, ejerció su ministerio en esta provincia. Hizo construir la Capilla y una casa para Ejercicios Espirituales, en la localidad de las Acequias de Gómez, propiedad de la familia Videla. Al inaugurarla profetizó que sería Cuartel de Soldados, casa de ejercicios y por último Arca de Noé, donde inocentes palomas encontrarían su único refugio en medio de los males con que Dios amenazaba, pero que también se corrompía cada día más. En ella se alojaron algún tiempo los soldados de Rosas, luego fue destinada a Parroquia y Casa de Ejercicios. También se alojaron allí las monjas de la Compañía de María. El feroz terremoto del miércoles 20 de marzo de 1861 dejó a Mendoza y sobre todo a Guaymallén, sin testigos de su historia.

### Sismicidad
La sismicidad del área de Cuyo (centro oeste de Argentina) es frecuente y de intensidad muy alta, con un silencio sísmico de terremotos medios a graves cada 20 años.
- Sismo de 1861: aunque dicha actividad geológica catastrófica ocurre desde épocas prehistóricas, el terremoto del 20 de marzo de 1861 (164 años), con 12 000 muertes,[2] señaló un hito importante dentro de la historia de eventos sísmicos argentinos ya que fue el más fuerte registrado y documentado en el país. A partir del mismo los sucesivos gobiernos mendocinos y municipales han ido extremando cuidados y restringiendo los códigos de construcción.[1] Con el terremoto de San Juan del 15 de enero de 1944 (81 años) los gobiernos tomaron estado de la enorme gravedad crónica de sismos de la región.
- Sismo de 1920: de 6,8 de intensidad, destruyó parte de sus edificaciones y abrió numerosas grietas en la zona. Hubo 250 muertes por destrucción de casas de adobe[2][1]
- Sismo del sur de Mendoza de 1929: muy grave, y al no haber desarrollado ninguna medida preventiva, a pesar de haber transcurrido solo nueve años del anterior, mató a 30 habitantes por la caída de casas de adobe[1]
- Sismo de 1985: fue otro episodio grave,[3] de 9 s de duración, derrumbando el viejo Hospital del Carmen de Godoy Cruz.

## Parroquias de la Iglesia católica en Capilla del Rosario
| Arquidiócesis | Mendoza   |
| ------------- | --------- |
| Parroquia     | Santa Ana |